# يان كويلمانس
يان أنا خومار كويلمانس (بالهولندية: Jan Anna Gumaar Ceulemans)، من مواليد 28 فبراير 1957 في ليير في بلجيكا، وهو لاعب كرة قدم بلجيكي سابق.
يعتبر كويلمانس أكثر لاعب في بلجيكا لعب مع منتخب بلجيكا لكرة القدم، حيث شارك في 96 مباراة دولية، وقد شارك في كأس الأمم الأوروبية لكرة القدم 1980 وبطولة كأس العالم لكرة القدم 1982 وبطولة كأس العالم لكرة القدم 1986 وبطولة كأس العالم لكرة القدم 1990.
و قد لعب 13 سنة مع نادي كلوب بروج، وقد رفض جميع العروض التي قدمت له، وخاصة العرض من نادي إيه سي ميلان.
و بعد أن اعتزل كرة القدم بسبب إصابته في الركبة، توجه إلى التدريب، وقد درب نادي إندراخت ألاست في عام 1992 وفي عام 1998 درب نادي ويسترلو، وفي عام 2005 عاد إلى ناديه السابق كلوب بروج كمدرب، ولكنه أقيل من منصبه بعد عدد من النتائج المخيبة للآمال.
و قد اختاره بيليه ضمن قائمة أفضل 125 لاعب حي في مارس 2004.

## روابط خارجية
- يان كويلمانس على موقع الاتحاد الدولي (مؤرشف)  (الإنجليزية)
- يان كويلمانس على موقع الاتحاد الأوربي (الإنجليزية)
- يان كويلمانس على موقع الاتحاد البلجيكي (الإنجليزية)
- يان كويلمانس على موقع قاعدة بيانات كرة القدم.إي يو (الإنجليزية)
- يان كويلمانس على موقع ناشيونال فوتبول تيمز (الإنجليزية)
- يان كويلمانس على موقع Soccerway.com (الإنجليزية)